# Bosque Antiguo
Bosque Antiguo es una zona natural considerada área natural protegida privada, destinada voluntariamente a la conservación del ecosistema. Está localizada en el municipio de Bolaños, del estado de Jalisco en México, en la Región Occidente y Pacífico Centro, en las provincias de Sierra Madre Occidental, Subprovincia Mesetas y Cañadas del Sur. Tiene la categoría de área natural protegida desde el año 2014.
Sus principales ecosistemas son: Selva Baja Caducifolia, Bosque de Encino y bosque de Pino.

## Características
| Categoría             | Reserva Privada Bosque Antiguo |
| Extensión             | 373.25 hectáreas |
| Certificado           | CONANP-376/2014 Área destinada voluntariamente a la conservación |
| Ubicación geográfica  | Esquina superior izquierda X= 616,444.518493 Y=2,421,189.733330, Esquina inferior derecha X=618,072.903222, Y=2,417,500.719193 |
| Municipios Integrados | Bolaños |
| Administración        | Particular |
| Región Fisiográfica   | Provincia Sierra Madre Occidental, Subprovincia Mesetas y Cañadas del Sur |
| Biodiversidad         | En cuanto a la fauna habitan Ardilla, Coyote, Zorro, Puma, Gato Montés, Venado cola blanca, Jabalí de collar, Zorrillo, Armadillo, Carpintero, Gavilán, Guajolote norteño, Murciélago trompudo, Gavilán pecho rufo, Tecolote serrano, Tecolote del cabo, Búho cara obscura, Lechuza negruzca, Clarín jilguero, Ruiseñor, Serpiente coralillo del oeste Mexicano, Víbora de cascabel, Tortuga de monte pintada, Tortuga sabanera, Sapo verde, Sapo de montaña, Rana de cascada, entre otros. |
| Tipo de vegetación    | Los bosques maduros de esta área están dominados por diferentes especies de Pinus y de Quercus, también están presentes especies de Agave. |

## Área destinada voluntariamente a la conservación
Bosque antiguo forma parte de las áreas destinadas voluntariamente a la conservación y es una Asociación Civil.
Las Áreas Destinadas Voluntariamente a la Conservación (ADVC) son áreas naturales protegidas competencia de la Federación dedicadas a una función de interés público, y establecidas mediante certificado emitido por la Secretaría de Medio Ambiente y Recursos Naturales (SEMARNAT) por conducto la Comisión Nacional de Áreas Naturales Protegidas (CONANP).
Responden a iniciativas de pueblos indígenas, organizaciones sociales, personas morales, públicas o privadas, de destinar sus predios a acciones de conservación y son administradas por sus legítimos propietarios, conforme a su propia Estrategia de Manejo.  
Constituyen una importante aportación de la sociedad, para conservar el patrimonio natural de México. 
Beneficios de certificar un predio como Área Destinada Voluntariamente a la Conservación [ADVC]:
Beneficios para el propietario:
- Aprovechamiento sustentable de los recursos naturales.
- Blindaje frente al desarrollo de proyectos y obras públicas (exploración y explotación (minera y de hidrocarburos).
- Acceso a mercados mediante certificación de productos o servicios (investigación, la educación y recreación).
- Facilita alianzas con organizaciones civiles, gubernamentales o académicas.

Beneficios para el medio ambiente:
- Aprovechamiento sustentable de los recursos naturales.
- Blindaje frente al desarrollo de proyectos y obras públicas (exploración y explotación minera y de hidrocarburos)
- Mitigación y adaptación ante los efectos del cambio climático.
- Mejoramiento de infiltración, calidad y cantidad de agua.
- Contribución a la seguridad alimentaria.
- Fortalecimiento del tejido social y la gobernanza local y regional.

Para la sociedad:
- Contribución a un modelo de desarrollo sostenible.
- Contribución a la seguridad alimentaria.
- Preservación de la identidad cultural del entorno.
- Fortalecimiento del tejido social y la gobernanza local y regional.
- Contribuyen al cumplimiento de compromisos internacionales.